# 伊藤楓 (サッカー選手)
伊藤 楓（いとう かえで、2000年3月6日 - ）は、神奈川県出身の女子サッカー選手。岡山湯郷Belle所属。ポジションはゴールキーパー。

## 来歴
2022年1月12日、スペランツァ大阪への加入が発表された。
2023年12月15日、大和シルフィードへの移籍が発表された。
2025年1月5日、岡山湯郷Belleへの移籍が発表された。

## 所属クラブ
- 2022年 - 2023年 スペランツァ大阪
- 2024年 大和シルフィード
- 2025年 - 岡山湯郷Belle